# Wiwa Korowi
Sir Wiwa Korowi (né le 7 juillet 1948 dans la province des Hautes-Terres méridionales) est un administrateur colonial britannique, gouverneur général de la Papouasie-Nouvelle-Guinée du 18 novembre 1991 au 20 novembre 1997.

## Biographie
Sir Wiwa est originaire du sud des Highlands. Il était membre du Parti nationaliste et le Parlement avait voté au poste de gouverneur général le 18 novembre 1991, pour pourvoir le poste après le départ de Serei Eri environ un mois et demi plus tôt.